# Мундра
Мундра (англ. Mundra, хинди मुन्द्रा, гудж. મુન્દ્રા) — город в западной части Индии, в штате Гуджарат, на территории округа Кач. Административный центр талуки Мундра.

## История
Основан в 1640-х годах правителем княжества Кач Бходжараджи I. В 1728 году Мундра обнесена крепостной стеной.

## География
Город находится в западной части Гуджарата, на полуострове Кач, на берегу залива Кач Аравийского моря, вблизи места впадения в него реки Бхукхи, на высоте 12 метров над уровнем моря.
Мундра расположена на расстоянии приблизительно 296 километров к западу-юго-западу от Гандинагара, административного центра штата и на расстоянии 980 километров к юго-западу от Нью-Дели, столицы страны.

## Климат
Климат характеризуется как аридный жаркий (BWh в классификации климатов Кёппена). Среднегодовая температура воздуха составляет 26,4 °C. Средняя температура самого холодного месяца (января) составляет 18,6 °С, самого жаркого месяца (июня) — 31,6 °С. Расчётная многолетняя норма осадков — 399 мм. В течение года количество осадков распределено неравномерно, основная их масса выпадает в период с июня по октябрь. Наибольшее количество осадков выпадает в июле (170 мм).

## Демография
По данным официальной переписи 2011 года, население составляло 20 338 человек, из которых мужчины составляли 53,5 %, женщины — соответственно 46,5 %. Дети в возрасте до 6 лет составляли 14 %. Уровень грамотности населения составлял 71,2 %. Насчитывалось 4738 домохозяйств.

Динамика численности населения города по годам:
| 1991   | 2001   | 2011   |
| ------ | ------ | ------ |
| 11 652 | 12 931 | 20 338 |